# Wereldkampioenschappen kunstschaatsen 1968
De Wereldkampioenschappen kunstschaatsen 1968 werden gevormd door vier toernooien die door de Internationale Schaatsunie werden georganiseerd.
Het WK evenement van 1968 vond van 27 februari tot en met 3 maart plaats in Genève, Zwitserland. Na Davos (11x), Sankt Moritz en Zürich was het de vierde Zwitserse plaats die als gaststad diende voor het WK kunstschaatsen.
Voor de mannen was het de 58e editie, voor de vrouwen de 48e editie, voor de paren de 46e editie, en voor de ijsdansers de zestiende editie.

## Deelname
Er namen deelnemers uit zestien landen deel aan deze kampioenschappen. Zij vulden 75 startplaatsen in. Voor het eerst namen er deelnemers van het Afrikaanse continent deel, Margaret Betts (deelnemer bij de vrouwen) en Glenda en Brian O'Shea (bij de paren) kwamen voor Zuid-Afrika uit.
(Tussen haakjes het totaal aantal startplaatsen in de vier toernooien.)
| Verenigde Staten (11) Duitse Democratische Republiek (8) Canada (7) Sovjet-Unie (7) | Tsjecho-Slowakije (7) West-Duitsland (7) Verenigd Koninkrijk (5) Japan (4) | Oostenrijk (4) Frankrijk (3) Hongarije (3) Zwitserland (3) | Italië (2) Zuid-Afrika (2) Australië (1) Polen (1) |

## Medailleverdeling
Bij de mannen veroverde de Oostenrijker Emmerich Danzer met zijn derde WK medaille voor de derde opeenvolgende keer de wereldtitel. De nummers twee en drie, respectievelijk de Amerikaan Tim Wood en de Fransman Patrick Péra, stonden beide voor de eerste keer op het erepodium.
Voor de tweede keer was het erepodium bij de vrouwen een kopie van het voorgaande jaar, eerder was dit het geval op het tweede WK in 1907. Bij de vrouwen veroverde de Amerikaanse Peggy Fleming voor de derde opeenvolgende keer de wereldtitel, het was haar vierde WK medaille, in 1965 werd ze derde. De Oost-Duitse Gabriele Seyfert stond voor de derde opeenvolgende keer op de tweede plaats, het was ook haar derde WK medaille. Voor de Tsjechoslowaakse Hana Mašková was het haar tweede medaille.
Het Sovjetpaar Ljoedmila Belousova / Oleg Protopopov veroverde voor de vierde opeenvolgende keer de wereldtitel, zij stonden voor het zevende opeenvolgende jaar op het erepodium, van 1962-1964 werden ze tweede. Voor het eveneens Sovjetpaar Tatjana Zjoek / Aleksandr Gorelik op de tweede plaats was het hun derde WK medaille, in 1965 werden ze derde en in 1966 stonden ze ook op de tweede plaats. Het Amerikaanse paar Cynthia Kauffmann / Ronald Kauffmann werden voor het derde opeenvolgende jaar derde.
Bij het ijsdansen werd het erepodium voor de derdemaal gevuld met paren uit een land. Het betrof net als in 1955 en 1956 Britse paren. Het paar Diane Towler / Bernard Ford veroverde voor de derde opeenvolgende keer de wereldtitel. Het ijsdanspaar Yvonne Suddick / Malcolm Cannon nam voor de tweede maal plaats op het podium, in 1967 werden zij derde, dit jaar tweede. Janet Sawbridge veroverde haar derde WK medaille, in 1964 werd ze derde en in 1965 tweede met schaatspartner David Hickinbottom, dit jaar werd ze derde met Jon Lane als partner.
| Discipline | Goud                                  | Zilver                            | Brons                                |
| ---------- | ------------------------------------- | --------------------------------- | ------------------------------------ |
| Mannen     | Emmerich Danzer                       | Tim Wood                          | Patrick Péra                         |
| Vrouwen    | Peggy Fleming                         | Gabriele Seyfert                  | Hana Mašková                         |
| Paren      | Ljoedmila Belousova / Oleg Protopopov | Tatjana Zjoek / Aleksandr Gorelik | Cynthia Kauffmann / Ronald Kauffmann |
| IJsdansen  | Diane Towler / Bernard Ford           | Yvonne Suddick / Malcolm Cannon   | Janet Sawbridge / Jon Lane           |

## Uitslagen
pc/9 = plaatsingcijfer bij negen juryleden
| #      | naam (deelname)           | land                                    | pc/9 |
| ------ | ------------------------- | --------------------------------------- | ---- |
| Goud   | Emmerich Danzer (7)       | Vlag van Oostenrijk                     | 12   |
| Zilver | Tim Wood (3)              | Vlag van Verenigde Staten               | 15   |
| Brons  | Patrick Péra (5)          | Vlag van Frankrijk                      | 38   |
| 4      | Scott Allen (7)           | Vlag van Verenigde Staten               | 38   |
| 5      | Gary Visconti (4)         | Vlag van Verenigde Staten               | 41   |
| 6      | Ondrej Nepala (5)         | Vlag van Tsjecho-Slowakije              | 52   |
| 7      | Jay Humphrey (4)          | Vlag van Canada                         | 57   |
| 8      | Peter Krick (3)           | Vlag van Bondsrepubliek Duitsland       | 79   |
| 9      | Sergej Tsjetveroechin (3) | Vlag van Sovjet-Unie                    | 83   |
| 10     | David McGillivray         | Vlag van Canada                         | 93   |
| 11     | Günter Zöller (3)         | Vlag van Duitse Democratische Republiek | 94   |
| 12     | Philippe Pelissier        | Vlag van Frankrijk                      | 106  |
| 13     | Michael Williams (2)      | Vlag van Verenigd Koninkrijk            | 117  |
| 14     | Tsuguhiko Kozuka (3)      | Vlag van Japan                          | 128  |
| 15     | Marian Filc (2)           | Vlag van Tsjecho-Slowakije              | 133  |
| 16     | Giordano Abbondati (4)    | Vlag van Italië                         | 142  |
| 17     | Reinhard Ketterer         | Vlag van Bondsrepubliek Duitsland       | 154  |
| 18     | Günter Anderl (3)         | Vlag van Oostenrijk                     | 162  |
| 19     | Jenö Ébert (4)            | Vlag van Hongarije                      | 167  |
| 20     | Daniel Höner (2)          | Vlag van Zwitserland                    | 179  |

| #      | naam (deelname)         | land                                    | pc/9 |
| ------ | ----------------------- | --------------------------------------- | ---- |
| Goud   | Peggy Fleming (5)       | Vlag van Verenigde Staten               | 9    |
| Zilver | Gabriele Seyfert (5)    | Vlag van Duitse Democratische Republiek | 19   |
| Brons  | Hana Mašková (5)        | Vlag van Tsjecho-Slowakije              | 29   |
| 4      | Beatrix Schuba (2)      | Vlag van Oostenrijk                     | 35   |
| 5      | Kumiko Okawa (5)        | Vlag van Japan                          | 46   |
| 6      | Albertina Noyes (5)     | Vlag van Verenigde Staten               | 59   |
| 7      | Karen Magnussen (2)     | Vlag van Canada                         | 62   |
| 8      | Zsuzsa Almássy (3)      | Vlag van Hongarije                      | 74   |
| 9      | Janet Lynn              | Vlag van Verenigde Staten               | 89   |
| 10     | Elena Schtscheglova (3) | Vlag van Sovjet-Unie                    | 89   |
| 11     | Monika Feldmann (2)     | Vlag van Bondsrepubliek Duitsland       | 94   |
| 12     | Patricia Ann Dodd       | Vlag van Verenigd Koninkrijk            | 107  |
| 13     | Linda Carbonetto        | Vlag van Canada                         | 117  |
| 14     | Marie Vichová (2)       | Vlag van Tsjecho-Slowakije              | 133  |
| 15     | Elisabeth Nestler (2)   | Vlag van Oostenrijk                     | 139  |
| 16     | Charlotte Walter (2)    | Vlag van Zwitserland                    | 148  |
| 17     | Martina Clausner (3)    | Vlag van Duitse Democratische Republiek | 147  |
| 18     | Kazumi Yamashita        | Vlag van Japan                          | 158  |
| 19     | Haruko Ishida           | Vlag van Japan                          | 156  |
| 20     | Sonja Morgenstern       | Vlag van Duitse Democratische Republiek | 183  |
| 21     | Mary-Ellen Holland      | Vlag van Australië                      | 186  |
| 22     | Margaret Betts          | Vlag van Zuid-Afrika (1928-1982)        | 198  |

| #      | naam (deelname)                              | land                                    | pc/9   |
| ------ | -------------------------------------------- | --------------------------------------- | ------ |
| Goud   | Ljoedmila Belousova (9) Oleg Protopopov (9)  | Vlag van Sovjet-Unie                    | 9      |
| Zilver | Tatjana Zjoek (5) Aleksandr Gorelik (3)      | Vlag van Sovjet-Unie                    | 19     |
| Brons  | Cynthia Kauffmann (5) Ronald Kauffmann (5)   | Vlag van Verenigde Staten               | 31     |
| 4      | Tamara Moskvina (2) Aleksej Mistsjin (2)     | Vlag van Sovjet-Unie                    | 35     |
| 5      | Heidemarie Steiner (3) Ulrich Walther (3)    | Vlag van Duitse Democratische Republiek | 48     |
| 6      | Gudrun Hauss (3) Walter Häfner (3)           | Vlag van Bondsrepubliek Duitsland       | 54     |
| 7      | Bohunka Sramková (2) Jan Sramek (2)          | Vlag van Tsjecho-Slowakije              | 58     |
| 8      | Sandi Sweitzer Roy Wagelein (3)              | Vlag van Verenigde Staten               | 72     |
| 9      | Irene Müller (4) Hans-Georg Dallmer (4)      | Vlag van Duitse Democratische Republiek | 80     |
| 10     | Liana Drahová Peter Bartosiewicz (3)         | Vlag van Tsjecho-Slowakije              | 98     |
| 11     | Alicia Jo Starbuck Kenneth Shelley           | Vlag van Verenigde Staten               | 99     |
| 12     | Marianne Streifler (2) Herbert Wiesinger (2) | Vlag van Bondsrepubliek Duitsland       | 110    |
| 13     | Betty McKilligan (2) John MiKilligan (2)     | Vlag van Canada                         | 118    |
| 14     | Brigitte Weise (2) Michael Brychcy (2)       | Vlag van Duitse Democratische Republiek | 129    |
| 15     | Mona Szabo (3) Peter Szabo (3)               | Vlag van Zwitserland                    | 128    |
| 16     | Janina Poremska (2) Piotr Sczypa (2)         | Vlag van Polen (1928-1980)              | 136    |
| 17     | Glenda O'Shea Brian O'Shea                   | Vlag van Zuid-Afrika (1928-1982)        | 153    |
| -      | Margot Glockschuber (4) Wolfgang Danne (5)   | Vlag van Duitsland                      | t.z.t. |

| #      | naam (deelname)                                  | land                                    | pc/9 |
| ------ | ------------------------------------------------ | --------------------------------------- | ---- |
| Goud   | Diane Towler (5) Bernard Ford (5)                | Vlag van Verenigd Koninkrijk            | 9    |
| Zilver | Yvonne Suddick (5) Malcolm Cannon (4)            | Vlag van Verenigd Koninkrijk            | 24   |
| Brons  | Janet Sawbridge (6) Jon Lane (3)                 | Vlag van Verenigd Koninkrijk            | 24   |
| 4      | Judy Schwomeyer (2) James Sladky (2)             | Vlag van Verenigde Staten               | 40   |
| 5      | Irina Gristsjkova (2) Viktor Risjkin (3)         | Vlag van Sovjet-Unie                    | 43   |
| 6      | Ljoedmila Potsjomova (3) Alexandr Gorstsjkov (2) | Vlag van Sovjet-Unie                    | 49   |
| 7      | Vicki Camper Eugene Heffron                      | Vlag van Verenigde Staten               | 65   |
| 8      | Angelika Buck (2) Erich Buck (2)                 | Vlag van Bondsrepubliek Duitsland       | 78   |
| 9      | Joni Graham (2) Don Phillips (2)                 | Vlag van Canada                         | 82   |
| 10     | Annerose Baier (4) Eberhard Rüger (4)            | Vlag van Duitse Democratische Republiek | 85   |
| 11     | Edith Mató (3) Karl Csanadi (3)                  | Vlag van Hongarije                      | 101  |
| 12     | Milena Tumová Josef Pesek                        | Vlag van Tsjecho-Slowakije              | 111  |
| 13     | Donna Taylor Bruce Lennie                        | Vlag van Canada                         | 112  |
| 14     | Susanna Carpani (3) Sergio Pirelli (3)           | Vlag van Italië                         | 124  |
| 15     | Claude Couste Jean-Pierre Noullet                | Vlag van Frankrijk                      | 133  |

Medaillewinnaars

Mannen · 
Vrouwen ·
Paren · 
IJsdansen

 Toernooi

1896 · 
1897 · 
1898 · 
1899 · 
1900 · 
1901 · 
1902 · 
1903 · 
1904 · 
1905 · 
1906 · 
1907 · 
1908 · 
1909 · 
1910 · 
1911 · 
1912 · 
1913 · 
1914 · 
1915-1921 · 
1922 · 
1923 · 
1924 · 
1925 · 
1926 · 
1927 · 
1928 · 
1929 · 
1930 · 
1931 · 
1932 · 
1933 · 
1934 · 
1935 · 
1936 · 
1937 · 
1938 · 
1939 ·
1940-1946 · 
1947 · 
1948 · 
1949 · 
1950 · 
1951 · 
1952 · 
1953 · 
1954 · 
1955 · 
1956 · 
1957 · 
1958 · 
1959 · 
1960 · 
1961 · 
1962 · 
1963 · 
1964 · 
1965 · 
1966 · 
1967 · 
1968 · 
1969 · 
1970 · 
1971 · 
1972 · 
1973 · 
1974 · 
1975 · 
1976 · 
1977 · 
1978 · 
1979 · 
1980 · 
1981 · 
1982 · 
1983 · 
1984 · 
1985 · 
1986 · 
1987 · 
1988 · 
1989 · 
1990 · 
1991 · 
1992 · 
1993 · 
1994 · 
1995 ·
1996 · 
1997 · 
1998 · 
1999 · 
2000 · 
2001 · 
2002 · 
2003 · 
2004 · 
2005 · 
2006 ·
2007 ·
2008 ·
2009 ·
2010 ·
2011 ·
2012 ·
2013 ·
2014 ·
2015 ·
2016 ·
2017 ·
2018 ·
2019 · 
2020 · 
2021 ·
2022 ·
2023 ·
2024

 ISU-kampioenschappen

WK kunstschaatsen junioren ·
EK kunstschaatsen ·
Viercontinentenkampioenschap ·
Olympische Spelen